# Florian Franke

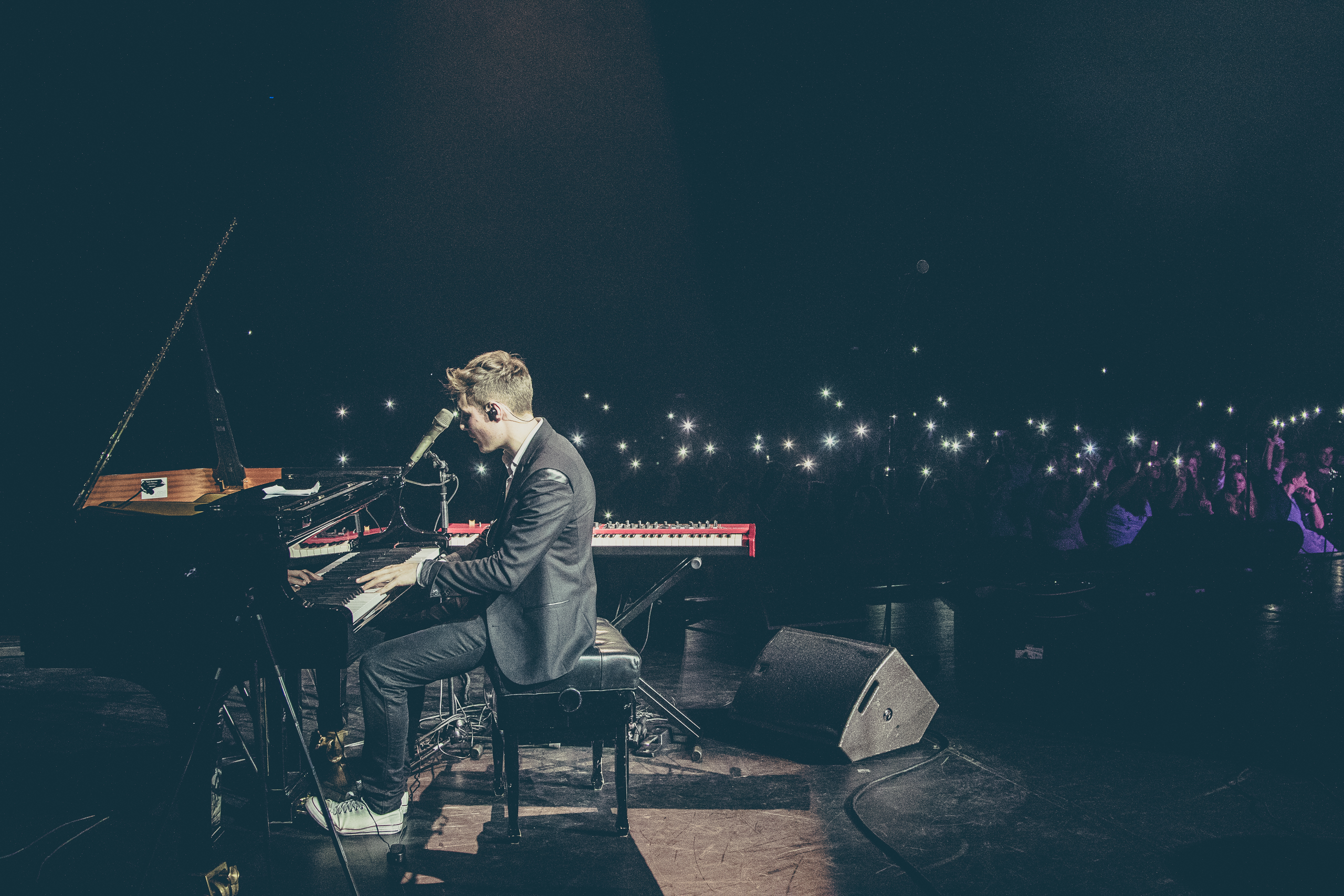
Florian Franke (2017)

Florian Franke (* 18. September 1987 in Wuppertal) ist ein deutscher Sänger, Singer-Songwriter und Multiinstrumentalist.

## Leben
Im Alter von fünf Jahren begann Franke mit Klavierunterricht. 1996 begann mit dem Eintritt in die Wuppertaler Kurrende auch seine Gesangsausbildung. Neben Konzertreisen mit dem Chor durch ganz Europa begann Franke als Solist in Theatern und Opern zu singen. Bis zu seinem Stimmbruch war er im Konzertchor der Kurrende aktiv und gewann dort unter anderem den Deutschen Chorwettbewerb mit dem Wuppertaler Knabenchor. Im Jahr 2006 folgte der Austritt aus der Kurrende.
Mit dem Einsetzen des Stimmbruchs nahm Franke Gitarrenunterricht. Nach seinem Abitur 2007 am St. Anna Gymnasium in Wuppertal begann Franke erst als Jazzpianist und Sänger in Hotellounges zu spielen und durch Deutschland zu touren. Es folgte die Gründung seiner ersten Band, aus der nach mehreren Wechseln und Entwicklungen 2008 „crushhour“ entstand. Im Dezember 2009 wurde „crushhour“ mit dem Deutschen Rock und Pop Preis ausgezeichnet. Kurz nach dem Preis löste sich die Band allerdings auf.
2009 begann Franke ein Studium an der Popakademie Baden-Württemberg, das er 2012 abschloss.
Franke schrieb in einem von Radio Wuppertal initiierten Wettbewerb die Stadionhymne des Wuppertaler SV und gestaltete den musikalischen Beitrag zum Deutschen Jugendliteraturpreis 2013. Außerdem war er bei Fernsehproduktionen als Pianist bekannter Stars zu sehen. Unter anderem spielte er 2015 für Louane bei schlag den Raab.
2015 gründete Franke das Musikduo Talgold. Konzerte in der Stadthalle Wuppertal und Auftritte im bergischen Land folgten. Ende 2016 trennte sich das Duo und Franke begann erneut solo aufzutreten. Es folgten eine Deutschlandtournee und die Veröffentlichung seiner ersten CD Stadtgeflüster, die ihm auch überregionale Bekanntheit einbrachte. Er eröffnete Konzerte von Philipp Dittberner und Anastacia.
2017 tourte er, veranstaltet durch die Association Germanofolies, durch die französischsprachige Schweiz und war wieder mit Band auf der Bühne zu finden. Unter anderem spielte er im Auditorium Stravinski in Montreux.
Sein zweites Studioalbum Mond erschien 2018. Außerdem wurde er für den Rio-Reiser-Preis nominiert und mit dem zweiten Platz ausgezeichnet. 2019 folgte eine Tour mit neuer Bandbesetzung und Franke wurde mit dem „Kulturplus-Preis“ ausgezeichnet.
2020 erschien sein drittes Album "Rosa Elefanten", welches von der Fachpresse gelobt wurde und mit dem Kulturpreis der Enno und Christa Springmann Stiftung ausgezeichnet wurde.

## Auszeichnungen
- 2009: Deutscher Rock und Pop Preis[17]
- 2010: nominiert für Rock it NRW vom Landesmusikrat
- 2011: Sonderpreis SSK Wuppertal beim Schüler-Rockfestival[6]
- 2018: 2. Platz Rio Reiser Preis[18]
- 2019: Kulturplus Preis 2019 / Bergischer Kulturpreis
- 2021: Kulturpreis der Enno und Christa Springmann Stiftung[19]

## Diskografie
- 2017: Stadtgeflüster[1]
- 2018: Mond
- 2020: Rosa Elefanten